# Женская сборная Кении по кабадди
Женская национальная сборная Кении по кабадди — представляет Кению на международных соревнованиях по кабадди. Управляющей организацией является Ассоциация кабадди Кении (англ. Kenya Kabaddi Association).

## Результаты выступлений

### Чемпионаты мира (круговой стиль)
| Год  | Победы         | Ничьи          | Поражения      | Место          |
| ---- | -------------- | -------------- | -------------- | -------------- |
| 2012 | не участвовали | не участвовали | не участвовали | не участвовали |
| 2013 | 0              | 0              | 3              | 7              |
| 2014 | не участвовали | не участвовали | не участвовали | не участвовали |
| 2016 | 2              | 0              | 3              | 4              |